# Аржава
Аржава — река в России, протекает в Хлевенском районе Липецкой области. Правый приток Дона.

## География
Река Аржава берёт начало южнее села Верхняя Колыбелька. Течёт на восток. Устье реки находится в 1511 км по правому берегу реки Дон. Длина реки составляет 13 км, площадь водосборного бассейна 80,1 км².

## Данные водного реестра
По данным государственного водного реестра России, относится к Донскому бассейновому округу, водохозяйственный участок реки — Дон от города Задонск до города Лиски, без рек Воронежот (от истока до Воронежского гидроузла) и Тихая Сосна, речной подбассейн реки — бассейны притоков Дона до впадения Хопра. Речной бассейн реки — Дон (российская часть бассейна).
По данным геоинформационной системы водохозяйственного районирования территории РФ, подготовленной Федеральным агентством водных ресурсов:
- Код водного объекта в государственном водном реестре — 05010100812107000002136
- Код по гидрологической изученности (ГИ) — 107000213
- Код бассейна — 05.01.01.008
- Номер тома по ГИ — 07
- Выпуск по ГИ — 0